# Drive (canção de The Cars)
"Drive" é uma canção da banda estadunidense The Cars, lançada em 1984 como o terceiro single do álbum Heartbeat City.
O videoclipe foi dirigido pelo ator Timothy Hutton e apresenta a supermodelo e atriz tcheca Paulina Porizkova, que mais tarde se tornaria esposa do vocalista Ric Ocasek.

## Faixas
7" Single
| N.º | Título          | Duração |  |
| 1.  | "Drive"         |         |  |
| 2.  | "Stranger Eyes" |         |  |

12" Single
| N.º | Título                  | Duração |  |
| 1.  | "Drive"                 |         |  |
| 2.  | "My Best Friend's Girl" |         |  |
| 3.  | "Stranger Eyes"         |         |  |

## Desempenho nas paradas musicais
| País           | Parada musical (1984)     | Melhor posição |
| -------------- | ------------------------- | -------------- |
| Áustria        | Austrian Singles Chart    | 8              |
| Bélgica        | Albums Chart (Valônia)    | 11             |
| Canadá         | RPM 100                   | 6              |
| Estados Unidos | Hot 100                   | 3              |
| Estados Unidos | Hot Adult Contemporary    | 1              |
| Estados Unidos | Top Rock Tracks           | 9              |
| Noruega        | Norwegian Singles Chart   | 9              |
| Nova Zelândia  | New Zealand Singles Chart | 5              |
| Países Baixos  | Dutch Singles Chart       | 12             |
| Reino Unido    | UK Singles Chart          | 5              |
| Suécia         | Swedish Singles Chart     | 15             |
| Suíça          | Swiss Singles Chart       | 3              |